# Marco Betta
Marco Betta (Enna, 25 luglio 1964) è un compositore e organizzatore musicale italiano.

## Biografia
Marco Betta, autore di opere, musica sinfonica e da camera, e di lavori per il teatro e il cinema, ha studiato composizione al conservatorio di Palermo sotto la guida di Eliodoro Sollima. In seguito si è perfezionato con Armando Gentilucci e Salvatore Sciarrino.
Il suo esordio avviene nel 1982 al Festival Spaziomusica di Cagliari, da allora le sue composizioni vengono eseguite regolarmente in molte istituzioni italiane ed europee. Il suo linguaggio musicale mette insieme le antiche culture musicali siciliane con le principali tecniche della musica d'avanguardia, con un particolare occhio di riguardo verso il minimalismo e il neotonalismo.
Dal 1994 al 2002 è stato direttore artistico del Teatro Massimo impegnandosi attivamente nel progetto della sua riapertura che avvenne dopo 23 anni il 12 maggio 1997 con un concerto dell'Orchestra e del Coro del Teatro diretti da Franco Mannino e dei Berliner Philharmoniker diretti da Claudio Abbado. Insegna Composizione al Conservatorio di Palermo. È accademico effettivo dell'Accademia Nazionale di Santa Cecilia.
Nel 2021 compone la colonna sonora del cortometraggio "Agli eroi del nostro tempo" prodotto dall'Associazione Centro Formazione Medica, per divulgare le manovre salvavita.

## Opere

### Teatro musicale
- Bellini ultime luci (1993); Sonzogno[8]
- Sabaoth e Sammael (1994); Sonzogno
- Averroè, tre scene melodrammatiche da Averroè, Le mille e una notte, Il Cantare del Cid (1999). Testo di Daniele Martino. Personaggi e organico: Averroè (basso), Isabella (soprano), Ibn Arabi (tenore), archi (6.6.3.2.1) tastiera elettrica. Durata 40'; Sonzogno
- Il Fantasma nella cabina, opera da camera in due atti da "Le inchieste del Commissario Collura" di Andrea Camilleri da una sceneggiatura di Rocco Mortelliti (2002). Libretto di Rocco Mortelliti. Prima rappresentazione: Bergamo, Teatro Donizetti 13 dicembre 2002. Personaggi: Cecè Collura (tenore), Candida Meneghetti (soprano),Stefania Biroli (soprano), Il Comandante (baritono), Giorgia (voce non impostata o mezzosoprano), Scipio Premuda (tenore), Nunzio Esposito (tenore), Francesco de Looyk (basso), Rocco (attore-mimo). Coro (piccolo): uomini, donne. Organico: 1.1.1.1 / 1.1.0.0 / Perc. (1 esec.), tastiera, archi (minimo 4.4.2.2.1 o multipli); sul palcoscenico: pianoforte o tastiera. Durata: 110'; Sonzogno[9][10]
- Il mistero del finto cantante, opera da camera in un atto (2002-03). Libretto di Rocco Mortelliti, da "Le inchieste del Commissario Collura" di Andrea Camilleri. Prima rappresentazione: Siena, Accademia Chigiana, 14 luglio 2003, direttore Federico Longo. Personaggi: Cecè Collura (tenore), Il Comandante (baritono), Scipio Premuda (tenore), Joe Bolton (voce), Giorgia (mezzosoprano), Agata Masseroni (soprano), Laura Spoto (soprano), Rocco (attore), Mister Mc Givern (attore). Comparse: crocieristi. Organico: 1.0.1.0 / 0.1.0.0 / trg, t-t, guiro, batteria jazz, vibr, voce Andrea Camilleri su cd / pianoforte - tastiera / archi (2.1.1.1.). Durata: 55'; Ricordi
- Che fine ha fatto la piccola Irene?, opera da camera in un atto (2002-03). Libretto di Rocco Mortelliti, da "Le inchieste del Commissario Collura" di Andrea Camilleri. Prima rappresentazione: Siena, Accademia Chigiana, 14 luglio 2003, direttore Federico Longo. Personaggi: Cecè Collura (tenore), Il Comandante (baritono), Scipio Premuda (tenore), Giorgia (mezzosoprano), Laura Spoto (soprano), Inserviente (attore). Comparse: crocieristi. Organico: 1.0.1.0 / 0.1.0.0 / trg, tamb. siciliano, vibr, voce Andrea Camilleri su cd / pianoforte - tastiera / archi (2.1.1.1.). Durata: 50'; Ricordi
- Sette storie per lasciare il mondo, 2006, opera per musica e film di Roberto Andò e Marco Betta 22 settembre 2006 Teatro Massimo Bellini di Catania,regia di Roberto Andò, musica di Marco Betta, direttore Antonino Manuli, soprano Gabriella Costa, baritono Carmelo Corrado Caruso, con la partecipazione di Donatella Finocchiaro voce recitante, Fratelli Mancuso, Coro Memento Domini delle confraternite del Venerdì Santo di Mussomeli Caltanissetta Giovanni Di Salvo voce di carrettiere; Ricordi
- Natura viva, 2010, opera, libretto scritto da Ruggero Cappuccio, rappresentata a Firenze durante la stagione 73º Maggio Musicale Fiorentino, giugno 2010

### Balletti
- Il viaggio del Commissario Collura, balletto in un tempo dai frammenti del diario di bordo del Commissario Collura (2004); Libretto di Rocco Mortelliti, da "Le inchieste del Commissario Collura" di Andrea Camilleri. Prima rappresentazione: Verona, Teatro Filarmonico, 8 dicembre 2004 direttore David Coleman — coreografa Maria Grazia Garofoli, Orchestra e Corpo di Ballo della Fondazione Arena di Verona. Personaggi: Cecè Collura – Laura Spoto – Attore – Corocieristi. Organico: 1.0.1.0 / 0.1.0.0 / trg, t-t, tom-toms, guiro, tamb. siciliano, batteria jazz, voce Andrea Camilleri su cd pianoforte/ archi. Durata: 30'; Ricordi

### Composizioni per orchestra (anche con solisti vocali e/o strumentali e/o coro)
- Città azzurra "dall'alba all'alba" per fagotto e orchestra (2005); Ricordi[11]
- Corone di pietra per tenore, coro e orchestra (2003-2004), testo di Daniele Martino; Ricordi
- Lacrime per orchestra (2004); In memoria di tutte le vittime della mafia e della violenza; 1. Andante sostenuto – osservazione del cielo; 2. Andante – I 58 giorni di Palermo, 23 maggio-19 luglio 1992, In memoria delle stragi Falcone e Borsellino; 3. Andante – Lacrime e Angeli; Ricordi
- Lux æterna per soprano, tenore, coro e orchestra (1993), testo di Vincenzo Consolo dal Requiem per le vittime della mafia (opera collettiva, 1993); Sonzogno[12]
- Magaria per voce recitante e orchestra (2001), testo di Andrea Camilleri; Sonzogno[13]
- Resurrexi per coro e orchestra (2000), dalla Missa Solemnis Resurrectionis; Sonzogno
- Senti l'eco, aria per orchestra (1989); Ricordi
- Sorpresa, aria per soprano e orchestra (1993), testo di Dario Oliveri; Ricordi
- Notturno per orchestra, aria per orchestra (2019)[14]

### Musica strumentale e da camera
- Ballata per violino e pianoforte (1991); Ricordi
- Cadentia Sidera fantasia per pianoforte e archi (1990); Ricordi
- In ombra d'amore ballata per viola (1988); Ricordi
- Maiores umbrae per cinque strumenti (1989); Ricordi
- Soledad per undici archi (1992); Ricordi
- Ultimo canto per viola (2001, in memoria di Francesco Pennisi); Ricordi
- Ombre sul mare per pianoforte, clarinetto basso, viola, violoncello e contrabbasso (2003)

### Musiche di scena
- Paolo Borsellino essendo stato, musiche di scena per il testo e lo spettacolo di Ruggero Cappuccio (2004). regia di Ruggero Cappuccio, Produzione: Teatro Segreto; Ricordi
- La notte delle lucciole, musiche di scena, di Roberto Andò e Marco Baliani, da Leonardo Sciascia e Pier Paolo Pasolini, regia di Roberto Andò,(2008). Produzione: Nuovo Teatro
- Il tredicesimo punto, musiche di scena, di Sergio Claudio Perroni, regia di Roberto Andò, 2011. Produzione: Teatro Stabile di Catania
- Leonilde, musiche di scena, 2011. Produzione: Teatro Stabile di Catania
- La Mennulara, musiche di scena, 2011. Produzione: Teatro Stabile di Catania

### Musiche per film[15]
- Il manoscritto del Principe, (2000), colonna sonora, regia di Roberto Andò. Produzione: Sciarlò Film di Giuseppe e Franco Tornatore. Distribuzione: Warner Bros. Ricordi
- Viaggio segreto, (2006), colonna sonora, regia di Roberto Andò. Produzione: Medusa Film e Manigolda Film. Emi Music. Ricordi
- Colonna sonora (contributi) del documentario Oltre Selinunte (2006).
- Maria Montessori - Una vita per i bambini (2007), colonna sonora, regia di Gianluca Maria Tavarelli. Produzione: Tao Due Film. Rti Music. Ricordi
- Aldo Moro - Il Presidente (2008), colonna sonora, regia di Gianluca Maria Tavarelli. Produzione: Tao Due Film Rti Music. Ricordi
- Con gli occhi di un altro (2010), colonna sonora, regia di Antonio Raffaele Addamo. Produzione: Tersite Unda Maris Edizioni
- Le cose che restano, (2010), colonna sonora, regia di Gianluca Maria Tavarelli, Rete televisiva Rai 1 - Emergency Music
- Viva la libertà, (2013), colonna sonora, regia di Roberto Andò, Produzione: Bibi Film e Rai Cinema- Emergency Music.
- Immagine dal vero Archiviato il 26 agosto 2018 in Internet Archive., (2016), colonna sonora, regia di Luciano Accomando, Produzione: Anteprima.
- Gramsci 44 Archiviato il 17 gennaio 2018 in Internet Archive. (2016), colonna sonora, regia di Emiliano Barbucci, Produzione: Ram Film
- Una storia senza nome, regia di Roberto Andò (2018)

## Discografia

### CD
- Il Manoscritto del Principe, musiche per il film di Roberto Andò (2000). BMG Ricordi, Orchestra AMIT, Marco Betta Direttore
- Il Viaggio di Ferruccio BMG Ricordi 2006, Ensemble Ottava Nota, Anita Vitale voce, Orchestra Roma Sinfonietta, Marco Betta Direttore
- Maria Montessori - una vita per i bambini 2009 R.T.I. - Marco Betta & Nuova Roma Sinfonietta, colonna sonora della fiction Maria Montessori - Una vita per i bambini diretta da Gianluca Maria Tavarelli
- Aldo Moro 2009 R.T.I., colonna sonora della fiction Aldo Moro - Il Presidente diretta da Gianluca Maria Tavarelli
- Con gli occhi di un altro musiche del film di Antonio Raffaele Addamo, Unda Maris Edizioni 2010

### DVD
- La Corona di pietra in Placido Domingo, La Corona di pietra Sony Music, Regia di Ivo Guerra

## Video
- Resurrexi Orchestra della Sagra Musicale Umbra, Missa Solemnis Resurrectionis, Orvieto, 23 marzo 2002
- Andante Notturno dall'album Composers- Luca Pincini Violoncello - Gilda Buttà Pianoforte
- Il teatro di Segesta di Ivan Tagliavia
- Il tempio di Segesta di Ivan Tagliavia
- Il Manoscritto del Principe balletto al Teatro Metropolitan - giugno 2002
- Il Manoscritto del Principe colonna sonora dell'omonimo film eseguita dal Trio Siciliano alla RAI, Palermo, giugno 2008
- Puer Natus Est Orchestra e Gruppo Corale "Santa Cecilia" di Fabriano, Direttore Marcello Marini Concerto di Natale 2007
- La memoria degli altri dal film Viaggio Segreto di Roberto Andò
- La forza dell'aquila Per le vittime del terremoto in Abruzzo - Spot Sociale Raccolta Fondi per la Ricostruzione dell'Aquila